# Robert Ficker
Robert Ficker, slovenski glasbenik, kantavtor, kitarist in tekstopisec.
Ustvarja predvsem glasbo popularne (pop) zvrsti.  

## Glasbena kariera
Z učenjem kitare je pričel z 12 leti, z javnim nastopanjem pa je pričel pri 15. letih. V profesionalne glasbene vode je vstopil leta 2014. Od leta 2018 sodeluje z glasbenim producentom Rusko Richiem.  

### Nastopi na festivalih
Leto 2017 - hrvaški festival Zlatne note: nastop s pesmijo, z naslovom "Vruče ljeto" (prvo mesto)
Leto 2018 - hrvaški festival Zlatne note:nastop s pesmijo, z naslovom "Tija sam te ljubit' " (prvo mesto v kategoriji najboljša skladba)
Leto 2019 - hrvaški festival Marco Polo Fest: nastop s pesmij, z naslovom: "Suzo moja, gorkog okusa" (prvo mesto)

## Poklicna kariera
Doštudiral je po študijskem programu Zdravstvena nega na Zdravstveni fakulteti Angele Boškin Jesenice in je zaposlen na Ortopedski kliniki UKC Ljubljana, kot zdravstveni tehnik.    